# Aethionema grandiflorum
Espèce
Classification phylogénétique
L'Æthionème à grandes fleurs, ou Aethionema grandiflorum, est une espèce du genre des Aethionema et de la famille des brassicacées. 
Certaines de ces espèces d'Aethionema sont inscrites au livre rouge de la flore menacée de France.

## Description
Ses fleurs sont de couleur rose et avec une odeur forte mais agréable, elles fleurissent en mai et apparaissent à l'extrémité des tiges couvrant la plante complètement, elle aime l'exposition au soleil et tolère le manque d'eau.

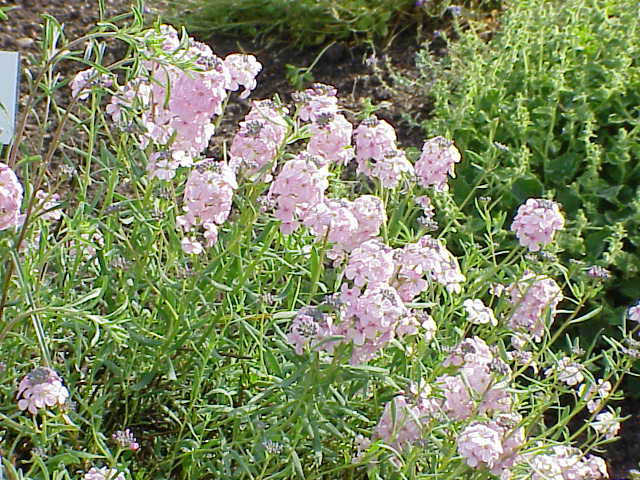
Aethionema grandiflorum
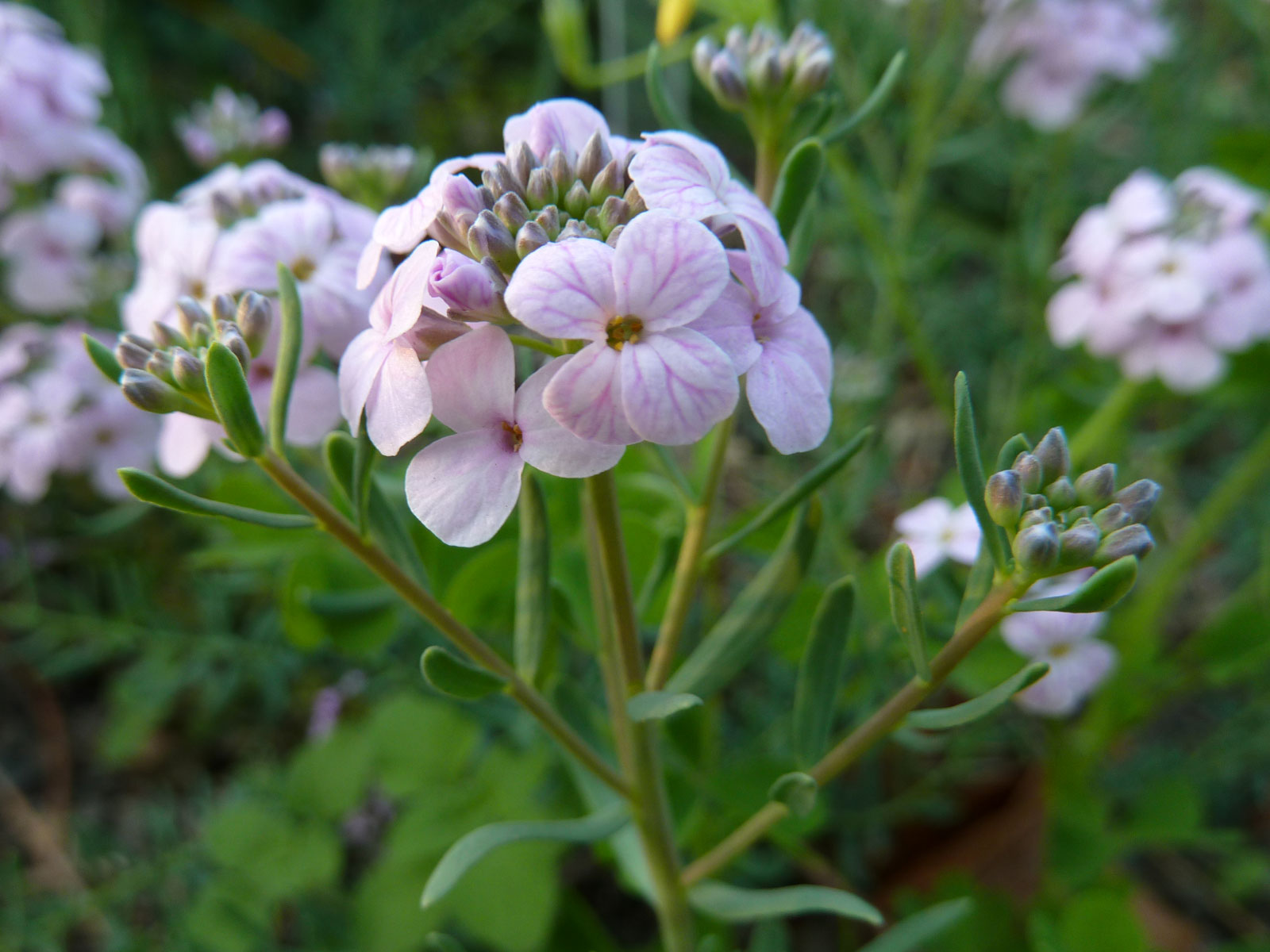
Aethionema grandiflorum
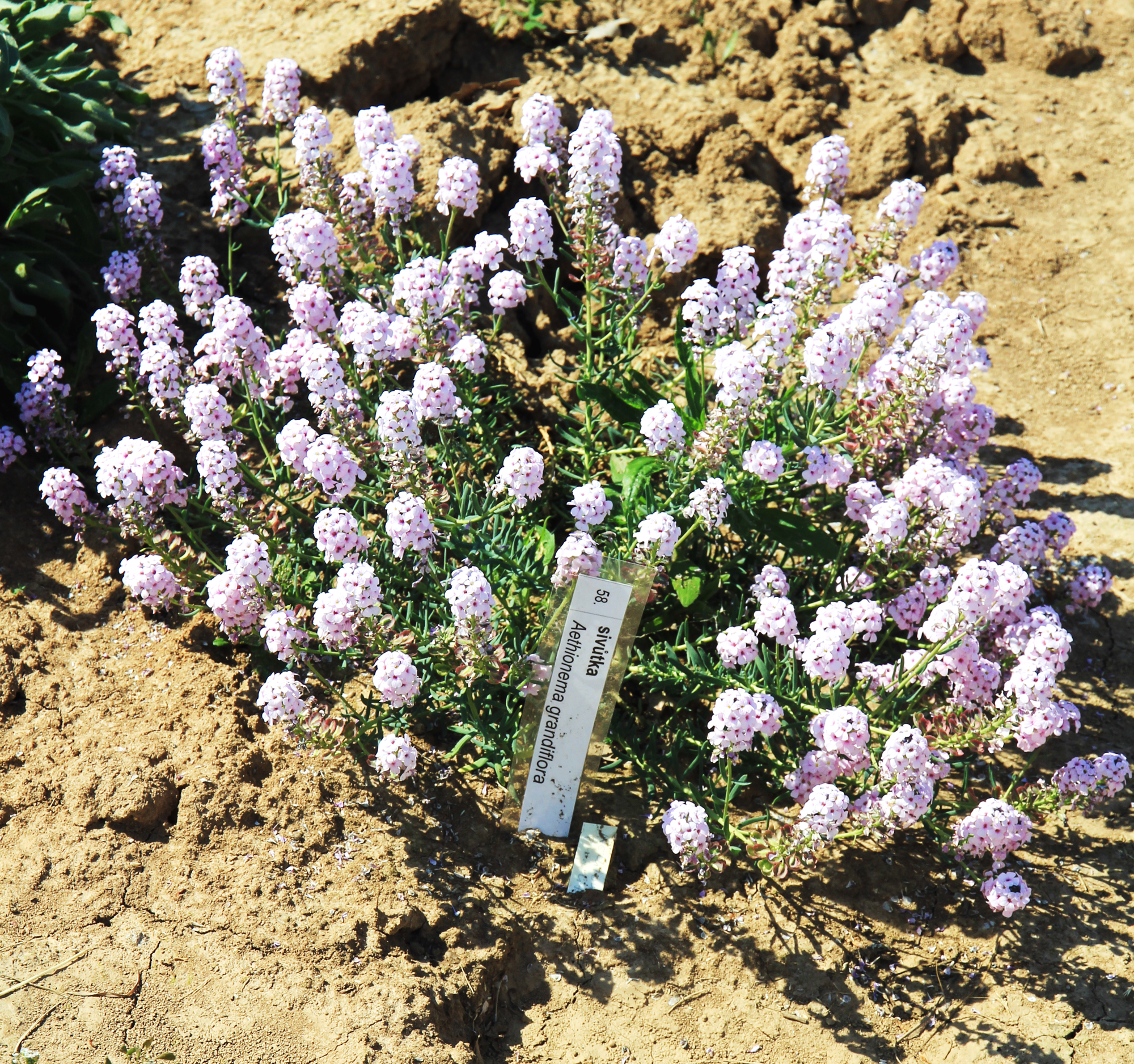
Aethionema grandiflorum
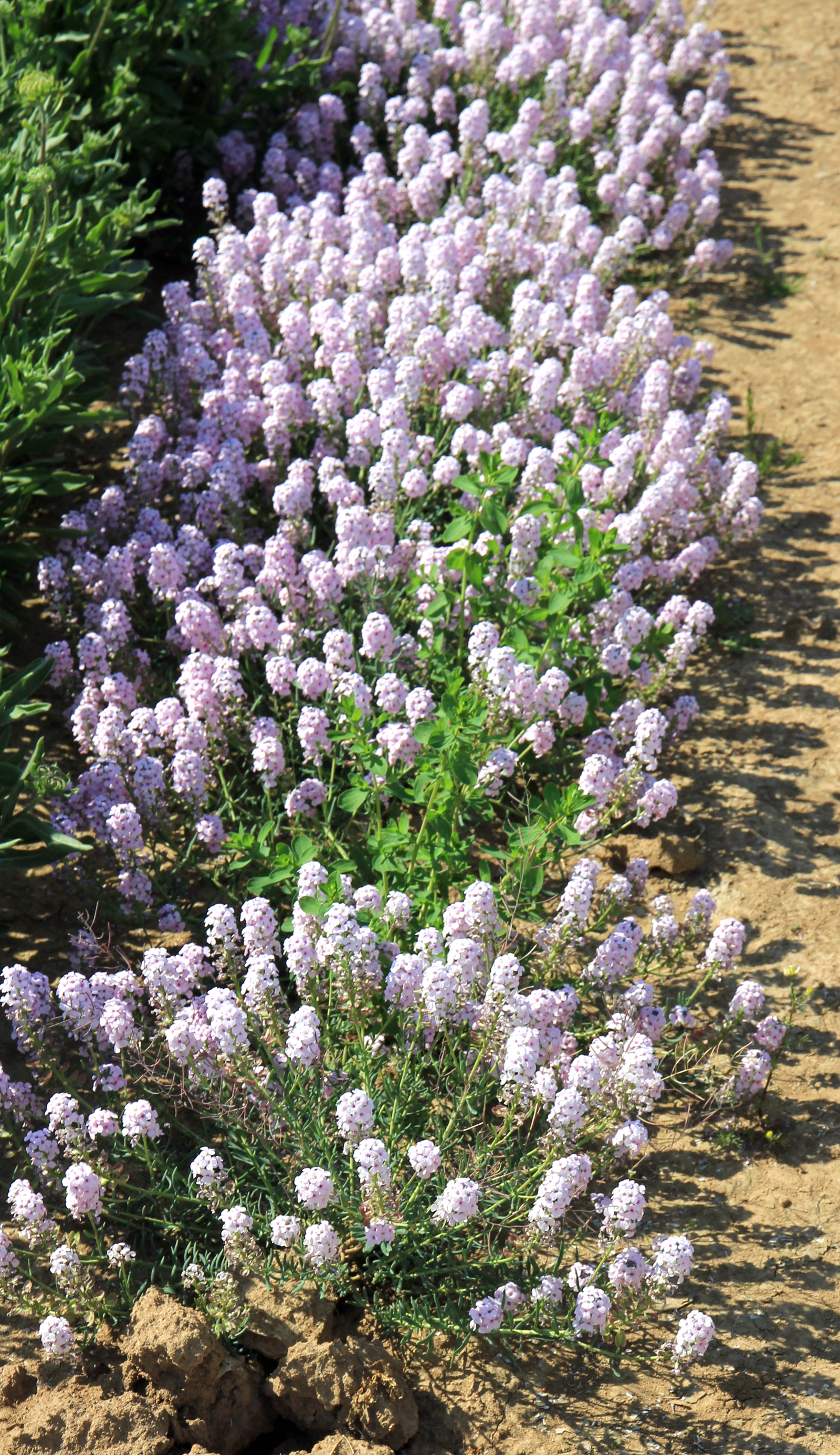
Aethionema grandiflorum